# Xerophyta scabrida
Xerophyta scabrida är en enhjärtbladig växtart som först beskrevs av Ferdinand Albin Pax, och fick sitt nu gällande namn av Théophile Alexis Durand och Schinz. Xerophyta scabrida ingår i släktet Xerophyta och familjen Velloziaceae. Inga underarter finns listade.